# Бичок (притока Казенного Торця)
Бичо́к — річка в Україні, у Краматорському районі Донецької області. Ліва притока р. Казенний Торець (басейн Дону).

## Опис
Довжина річки 20 км, похил — 4,1 м/км, найкоротша відстань між витоком і гирлом — 18,2 км, коефіцієнт звивистості річки — 1,10. Площа басейну водозбору 106 км². Річка формується з 8 безіменних струмків та 8 загат.

## Розташування
Бере початок на північний схід від села Андріївка. Тече переважно на північний схід через Роганське, Сергіївку, райони Краматорська Городещине, Мар'ївку і біля Іванівки впадає в Казенний Торець на відстані за течією 43 км від його гирла.

## Цікаві факти
- У селі Сергіївка річку двічі перетинає автошлях Т 0514. На правому і лівому берегах річки розташовані Сергіївський жіночий монастир[2] та Свято-Сергіївський жіночий монастир.[3]
- У Краматорську річку перетинає залізниця. На лівому березі річки на відстані приблизно 2 км розташована станція Краматорськ.